# Cherechiu
Cherechiu (maďarsky Kiskereki) je rumunská obec v župě Bihor. Žije zde přibližně 2 200 obyvatel. V roce 2011 se 94 % obyvatel hlásilo k maďarské národnosti. Obec se skládá ze tří vesnic.

## Části obce
- Cherechiu – 684 obyvatel
- Cheșereu – 964 obyvatel
- Târgușor – 600 obyvatel